# Farmington (Minnesota)
Pour les articles homonymes, voir Farmington.
La ville américaine de Farmington est située dans le comté de Dakota, dans l’État du Minnesota. Lors du recensement de 2010, sa population s’élevait à 21 086 habitants.

## Source
- (en) Cet article est partiellement ou en totalité issu de l’article de Wikipédia en anglais intitulé « Farmington, Minnesota » (voir la liste des auteurs).